# Clécy
Clécy é uma comuna francesa na região administrativa da Normandia, no departamento Calvados. Estende-se por uma área de 24,63 km². Em 2010 a comuna tinha 1 307 habitantes (densidade: 53,1 hab./km²).